# Astragalus erivanensis
Astragalus erivanensis es una especie de planta del género Astragalus, de la familia de las leguminosas, orden Fabales.

## Distribución
Astragalus erivanensis se distribuye por Armenia y Azerbaiyán.

## Taxonomía
Fue descrita científicamente por Bornm. & Voronov. Fue publicado en Vĕstnik Tiflisskago Botaniceskago Sada 34: 1 (1914).
Sinonimia
- Astragalus pseudohumilis Grossh.